# Seznam dílů seriálu Brickleberry
Toto je seznam dílů seriálu Brickleberry. Americký animovaný černohumorný televizní seriál Brickleberry měl premiéru na stanici Comedy Central.

## Přehled řad
| Řada | Díly | Premiéra v USA | Premiéra v USA     | Premiéra v ČR | Premiéra v ČR |
| Řada | Díly | První díl      | Poslední díl       | První díl     | Poslední díl  |
| ---- | ---- | -------------- | ------------------ | ------------- | ------------- |
| 1    | 10   | 25. září 2012  | 4. prosince 2012   | vysíláno      | vysíláno      |
| 2    | 13   | 3. září 2013   | 26. listopadu 2013 | vysíláno      | vysíláno      |
| 3    | 13   | 16. září 2014  | 14. dubna 2015     | vysíláno      | vysíláno      |

## Seznam dílů

### První řada (2012)
| Č. v seriálu | Č. v řadě | Původní název           | Český název            | Režie              | Scénář                        | Premiéra v USA     | Premiéra v ČR | Produkční kód | Sledovanost v USA (v milionech) |
| ------------ | --------- | ----------------------- | ---------------------- | ------------------ | ----------------------------- | ------------------ | ------------- | ------------- | ------------------------------- |
| 1            | 1         | Welcome to Brickleberry | Vítejte v Brickleberry | Carl Faruolo       | Roger Black a Waco O'Guin     | 25. září 2012      | vysíláno      | 1RAG01        | 1.68                            |
| 2            | 2         | Two Weeks Notice        | Dvoutýdenní lhůta      | Brian LoSchiavo    | Rocky Russo a Jeremy Sosenko  | 2. října 2012      | vysíláno      | 1RAG04        | 1.49                            |
| 3            | 3         | Saved by the Balls      | Zachráněni koulemi     | Brian LoSchiavo    | Rocky Russo a Jeremy Sosenko  | 9. října 2012      | vysíláno      | 1RAG09        | 1.69                            |
| 4            | 4         | Squabbits               | Veverlík               | Mike Hollingsworth | Roger Black a Waco O'Guin     | 16. října 2012     | vysíláno      | 1RAG02        | 1.05                            |
| 5            | 5         | Race Off!               | Úprk                   | Carl Faruolo       | Michael Jamin a Sivert Glarum | 23. října 2012     | vysíláno      | 1RAG06        | 1.58                            |
| 6            | 6         | Gay Bomb                | Teplá bomba            | Mike Hollingsworth | Roger Black a Waco O'Guin     | 30. října 2012     | vysíláno      | 1RAG07        | 1.43                            |
| 7            | 7         | Hello Dottie            | Ahoj Dottie            | Chris Song         | Deepak Sethi                  | 13. listopadu 2012 | vysíláno      | 1RAG05        | 1.30                            |
| 8            | 8         | Steve's Bald            | Stevova pleš           | Zac Moncrief       | Michael Jamin a Sivert Glarum | 20. listopadu 2012 | vysíláno      | 1RAG08        | 1.09                            |
| 9            | 9         | Daddy Issues            | Starosti s tátou       | Zac Moncrief       | Michael Jamin a Sivert Glarum | 27. listopadu 2012 | vysíláno      | 1RAG03        | 1.31                            |
| 10           | 10        | The Dam Show            | Show u přehrady        | Chris Song         | Michael Jamin a Sivert Glarum | 4. prosince 2012   | vysíláno      | 1RAG10        | 1.33                            |

### Druhá řada (2013)
| Č. v seriálu | Č. v řadě | Původní název           | Český název           | Režie            | Scénář                       | Premiéra v USA     | Premiéra v ČR | Produkční kód | Sledovanost v USA (v milionech) |
| ------------ | --------- | ----------------------- | --------------------- | ---------------- | ---------------------------- | ------------------ | ------------- | ------------- | ------------------------------- |
| 11           | 1         | Miracle Lake            | Zázračné jezero       | Brian LoSchiavo  | Roger Black a Waco O'Guin    | 3. září 2013       | vysíláno      | 2RAG01        | 1.13                            |
| 12           | 2         | The Comeback            | Návrat na scénu       | Zac Moncrief     | Rocky Russo a Jeremy Sosenko | 10. září 2013      | vysíláno      | 2RAG03        | 1.17                            |
| 13           | 3         | Woody's Girl            | Woodyho děvče         | Ira Sherak       | Roger Black a Waco O'Guin    | 17. září 2013      | vysíláno      | 2RAG05        | 1.25                            |
| 14           | 4         | Trailer Park            | Autokemp              | Brian LoSchiavo  | Michael Rowe                 | 24. září 2013      | vysíláno      | 2RAG04        | 1.36                            |
| 15           | 5         | Crippleberry            | Kriplberry            | Sueng Cha        | Michael Rowe                 | 1. října 2013      | vysíláno      | 2RAG02        | 1.21                            |
| 16           | 6         | Ranger Games            | Rangerské hry         | Sueng Cha        | Eric Rogers                  | 8. října 2013      | vysíláno      | 2RAG08        | 1.27                            |
| 17           | 7         | My Way or the Highway   | Má cesta nebo dálnice | Susie Dietter    | Rocky Russo a Jeremy Sosenko | 15. října 2013     | vysíláno      | 2RAG06        | 1.33                            |
| 18           | 8         | Little Boy Malloy       | Chlapeček Malloy      | Brian LoSchiavo  | Michael Rowe                 | 22. října 2013     | vysíláno      | 2RAG07        | 1.16                            |
| 19           | 9         | The Animals Strike Back | Stávka zvířat         | Paul Lee         | Rocky Russo a Jeremy Sosenko | 29. října 2013     | vysíláno      | 2RAG09        | 1.05                            |
| 20           | 10        | Scared Straight         | Vystrašen slušňáky    | Ira Sherak       | Greg White                   | 5. listopadu 2013  | vysíláno      | 2RAG10        | 1.01                            |
| 21           | 11        | Trip to Mars            | Cesta na Mars         | Sueng Cha        | Josh Weinstein               | 12. listopadu 2013 | vysíláno      | 2RAG13        | 1.12                            |
| 22           | 12        | My Favorite Bear        | Můj oblíbený medvěd   | Spencer Laudiero | Kevin Jakubowski             | 19. listopadu 2013 | vysíláno      | 2RAG11        | 1.11                            |
| 23           | 13        | Aparkalypse             | Aparkalypsa           | Brian LoSchiavo  | Lew Morton                   | 26. listopadu 2013 | vysíláno      | 2RAG12        | 1.15                            |

### Třetí řada (2014–2015)
| Č. v seriálu | Č. v řadě | Původní název            | Český název               | Režie                           | Scénář                        | Premiéra v USA     | Premiéra v ČR | Produkční kód | Sledovanost v USA (v milionech) |
| ------------ | --------- | ------------------------ | ------------------------- | ------------------------------- | ----------------------------- | ------------------ | ------------- | ------------- | ------------------------------- |
| 24           | 1         | Obamascare               | ObamaScare                | Ira Sherak                      | Roger Black a Waco O'Guin     | 16. září 2014      | vysíláno      | 3RAG01        | 0.93                            |
| 25           | 2         | In Da Club               | In Da Club                | Spencer Laudiero                | Lisa Parsons                  | 23. září 2014      | vysíláno      | 3RAG02        | 0.74                            |
| 26           | 3         | Miss National Park       | Miss Národní park         | Bert Ring                       | Christopher Vane              | 30. září 2014      | vysíláno      | 3RAG03        | 0.98                            |
| 27           | 4         | That Brother's My Father | Já jsem teď tvůj taťka    | Ashley J. Long                  | Rocky Russo a Jeremy Sosenko  | 7. října 2014      | vysíláno      | 3RAG04        | 1.07                            |
| 28           | 5         | Write 'Em Cowboy         | První GayCountry hudebník | Matthew Long                    | Eric Goldberg a Peter Tibbals | 14. října 2014     | vysíláno      | 3RAG05        | 0.89                            |
| 29           | 6         | Old Wounds               | Staré rány                | Ira Sherak                      | Roger Black a Waco O'Guin     | 21. října 2014     | vysíláno      | 3RAG06        | 0.79                            |
| 30           | 7         | Baby Daddy               | Těhotnej Steve            | Spencer Laudiero                | Josh Lehrman a Kyle Stegina   | 28. října 2014     | vysíláno      | 3RAG07        | 0.82                            |
| 31           | 8         | Steve the Fearless Pilot | Odvážný pilot Steve       | Ashley J. Long                  | Christopher Vane              | 4. listopadu 2014  | vysíláno      | 3RAG08        | 0.84                            |
| 32           | 9         | High Stakes              | Vážná rizika              | Bert Ring                       | Eric Goldberg a Peter Tibbals | 11. listopadu 2014 | vysíláno      | 3RAG09        | 0.88                            |
| 33           | 10        | Amber Alert              | Bacha Ambra               | Matthew Long                    | Rocky Russo a Jeremy Sosenko  | 18. listopadu 2014 | vysíláno      | 3RAG10        | 0.88                            |
| 34           | 11        | Cops and Bottoms         | Poldové a zadky           | Ira Sherak                      | Roger Black a Waco O'Guin     | 31. března 2015    | vysíláno      | 3RAG11        | 0.66                            |
| 35           | 12        | Campin' Ain't Easy       | Táboření není sranda      | Spencer Laudiero a Matthew Long | Evan Shames                   | 7. dubna 2015      | vysíláno      | 3RAG12        | 0.58                            |
| 36           | 13        | Global Warning           | Globální varování         | Ashley J. Long                  | Roger Black a Waco O'Guin     | 14. dubna 2015     | vysíláno      | 3RAG13        | 0.58                            |